# 北美女子職業冰球聯賽
北美女子職業冰球聯賽（法語：Ligue professionnelle de hockey féminin）是加拿大和美國的職業女子冰球聯賽，2024年開賽。

## 歷史
近代加拿大曾先後有過三個有組織的女子冰球聯賽，分別是1999年成立的加拿大國家女子冰球聯賽（NWHL），2004年脫離NWHL成立的西部女子冰球聯賽，以及2007年成立的加拿大女子冰球聯賽。其中2007年成立的加拿大女子冰球聯賽在鼎盛時期曾包括一支美國球隊和兩支中國球隊。2019年，由於日益嚴重的財政危機，加拿大女子冰球聯賽被迫終止運作。
加拿大女子冰球聯賽終止運作後，曾在聯賽效力的球員們組建了職業女子冰球運動員協會（PWHPA），以為女子職業冰球爭取更大的生存空間。雖然美國的國家女子冰球聯盟（NWHL）在加拿大聯賽終止運作後開始在加拿大組建球隊，但PWHPA的成員們選擇抵制包括美國聯賽在內的現有聯賽，轉而爭取建立全新、更穩定的職業聯賽。
2023年8月，美國商人馬克·沃爾特旗下的集團宣佈建立全新的女子職業冰球聯賽，並官宣了六支球隊：波士頓、明尼阿波利斯、蒙特利爾、紐約、渥太華和多倫多。

## 球隊
| 球隊         | 所在城市             | 主場               | 組建年份 |
| ------------ | -------------------- | ------------------ | -------- |
| 波士頓艦隊   | 美國麻省洛厄爾       | 聰加斯中心         | 2023     |
| 明尼蘇達冰霜 | 美國明尼蘇達州聖保羅 | Xcel能源中心       | 2023     |
| 蒙特利爾勝利 | 加拿大魁北克省拉瓦勒 | 貝爾體育館         | 2023     |
| 紐約轟鳴     | 美國新澤西州紐瓦克   | 保德信中心         | 2023     |
| 渥太華衝鋒   | 加拿大安大略省渥太華 | 道明銀行花園體育館 | 2023     |
| 多倫多權杖   | 加拿大安大略省多倫多 | 可口可樂體育館     | 2023     |